# TVR・サーブラウ スピード12
サーブラウ スピード12（Cerbera Speed 12）は、イギリスの自動車メーカーであるTVRが開発していたスポーツカー。
名前の由来は、V型12気筒エンジンを搭載していることから。

## 概要
スピード12は、FIA-GT選手権参戦を目的としたレーシングカーとして開発がスタートした。
スピード12の基となったのは、1996年の英国国際モーターショーに出展されたプロジェクト7/12コンセプトである。2基の「Speed Six」をクランクシャフトを介して接続した「Speed Twelve」と呼ばれる7.7 L V型12気筒エンジンを搭載しており、発表当時は最高出力800馬力以上とアナウンスされていた（実際の公称値は記録されなかった）。トランスミッションはホリンジャー製の6速MTを搭載している。
その後スピード12と改称した上でロードバージョンとレーシングカーの開発が並行して行われ、2000年にサーブラウ スピード12として完成した。エンジンはコンセプトモデルから引き続きSpeed Twelveを搭載し、公道仕様の最高出力は880馬力で、公称最高速は386 km/hと世界でも有数の速さであった。なお、レーシング仕様ではレギュレーションの関係で約675馬力までパワーダウンされていた。メカニズム面においても、プッシュロッド式サスペンションやアルミハニカムとスチールパイプのハイブリッドフレームなど、最高の技術が多く取り入れられていた。
ロードカーは歴代のTVR車で最も高価な188,000ポンドという価格で売り出されたが、かなりの数の注文が殺到した。しかし、800馬力の高出力エンジンを搭載していながらも、安全装置（ABSやトラクション・コントロールなど）を一切搭載しておらず、かつパワーを伝えるのが後輪のみ、さらには大柄な車体による取り回しの悪さから、どのように考えても市販できる車両ではなかったため、当時のTVR社長であったピーター・ウィラーの判断で開発は中止された。
その後、スピード12のプロトタイプは各地のショーなどで展示されることになったが、ある1人の男性（John Barker）に対して、プロトタイプのうち1台を販売することが決定された。社長であるウィラーが自ら当人に面会して販売するのにふさわしいと判断された後、その人物に販売されたという。